# دونالد كاميرون (سياسي كندي، مواليد 1835)
دونالد كاميرون هو سياسي كندي، ولد في ( 1830 ).